# 狐拟伊蛛
狐拟伊蛛（学名：Pseudicius vulpes）为跳蛛科拟伊蛛属的动物。分布于朝鲜、独联体、日本以及中国大陆的黑龙江、吉林、北京、河南、江西、湖南、福建等地。